# يوحنا بولس الثاني
يوحنا بولس الثاني (باللاتينية: Ioannes Paulus PP. II) هو بابا الكنيسة الكاثوليكية الرابع والستون بعد المائتين منذ 16 أكتوبر 1978 وحتى وفاته في 2 أبريل 2005 في حبرية طويلة دامت ستًا وعشرين عامًا. ولد في 18 مايو 1920 باسم كارول جوزيف فوتيلا في بولندا (بالبولندية: كارول يوزيف فويتيوا ) وانخرط في سلك الكهنوت عام 1946 وأصبح أسقفًا عام 1958 ثم كاردينالاً عام 1967 وأخيرًا حبرًا أعظم للكنيسة الكاثوليكية خلفًا للبابا يوحنا بولس الأول؛ وعند انتخابه كان البابا غير الإيطالي الأول منذ عهد إدريان السادس (1522 - 1523) كما كان البابا البولندي الأول في تاريخ الكنيسة الكاثوليكية.
اعتبر البابا يوحنا بولس الثاني واحدًا من أقوى عشرين شخصية في القرن العشرين، وقد لعب دورًا بارزًا في إسقاط النظام الشيوعي في بلده بولندا وكذلك في عدد من دول أوروبا الشرقية، وكذلك فقد ندد «بالرأسمالية المتوحشة» في تعليمه الاجتماعي؛ ونسج علاقات حوار بين الكنيسة الكاثوليكية والكنيسة الأرثوذكسية الشرقية والكنيسة الآنجليكانية إلى جانب الديانة اليهودية والإسلامية، على الرغم من أنه انتقد من قبل بعض الليبراليين لتسمكه بتعاليم الكنيسة ضد وسائل منع الحمل الاصطناعي والإجهاض والموت الرحيم وسيامة النساء ككهنة، كذلك فقد انتقد من بعض المحافظين بسبب دوره الأساسي في المجمع الفاتيكاني الثاني والإصلاحات التي أدخلت إثره على بنية القداس الإلهي، ولكسره عددًا وافرًا من التقاليد والعادات البابوية.
كذلك فقد كان البابا واحدًا من أكثر قادة العالم سفرًا خلال التاريخ، إذ زار خلال توليه منصبه 129 بلدًا. وكان يجيد الإيطالية والألمانية والإنجليزية والإسبانية والبرتغالية والروسية والكرواتية إلى جانب اللاتينية والبولندية لغته الأم. كما أنّ أحد محاور تعليمه اللاهوتي كان يستند على «القداسة الشاملة» وفي سبيل ذلك أعلنت خلال حبريته قداسة 483 شخصًا وفق العقائد الكاثوليكية وطوباوية 1340 آخرين، أي أن ما رفع خلال حبريته يوازي حصيلة أسلافه خلال القرون الخمسة السابقة، وفي 19 ديسمبر 2005 طلب البابا بندكت السادس عشر فتح ملف تطويب يوحنا بولس الثاني، واحتفل بإعلانه طوبايًا للكنيسة الكاثوليكية الجامعة في 1 مايو 2011.

## النشأة

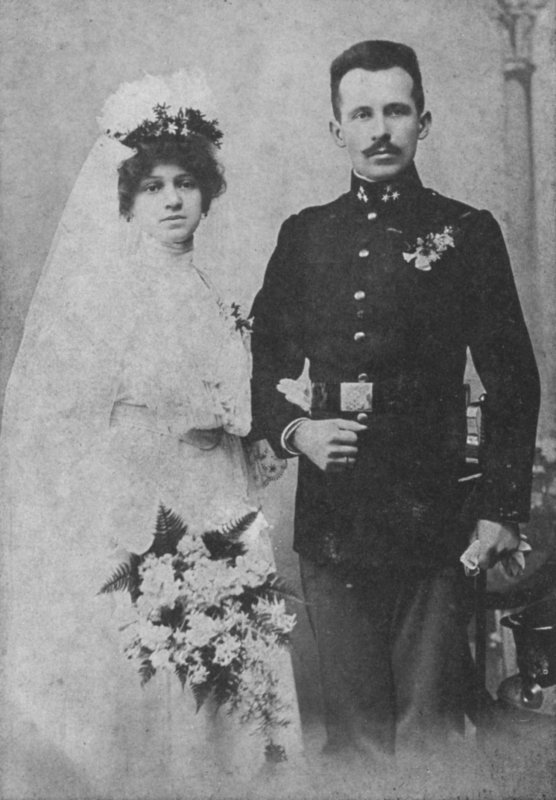
والد ووالدة البابا في زفافهما.

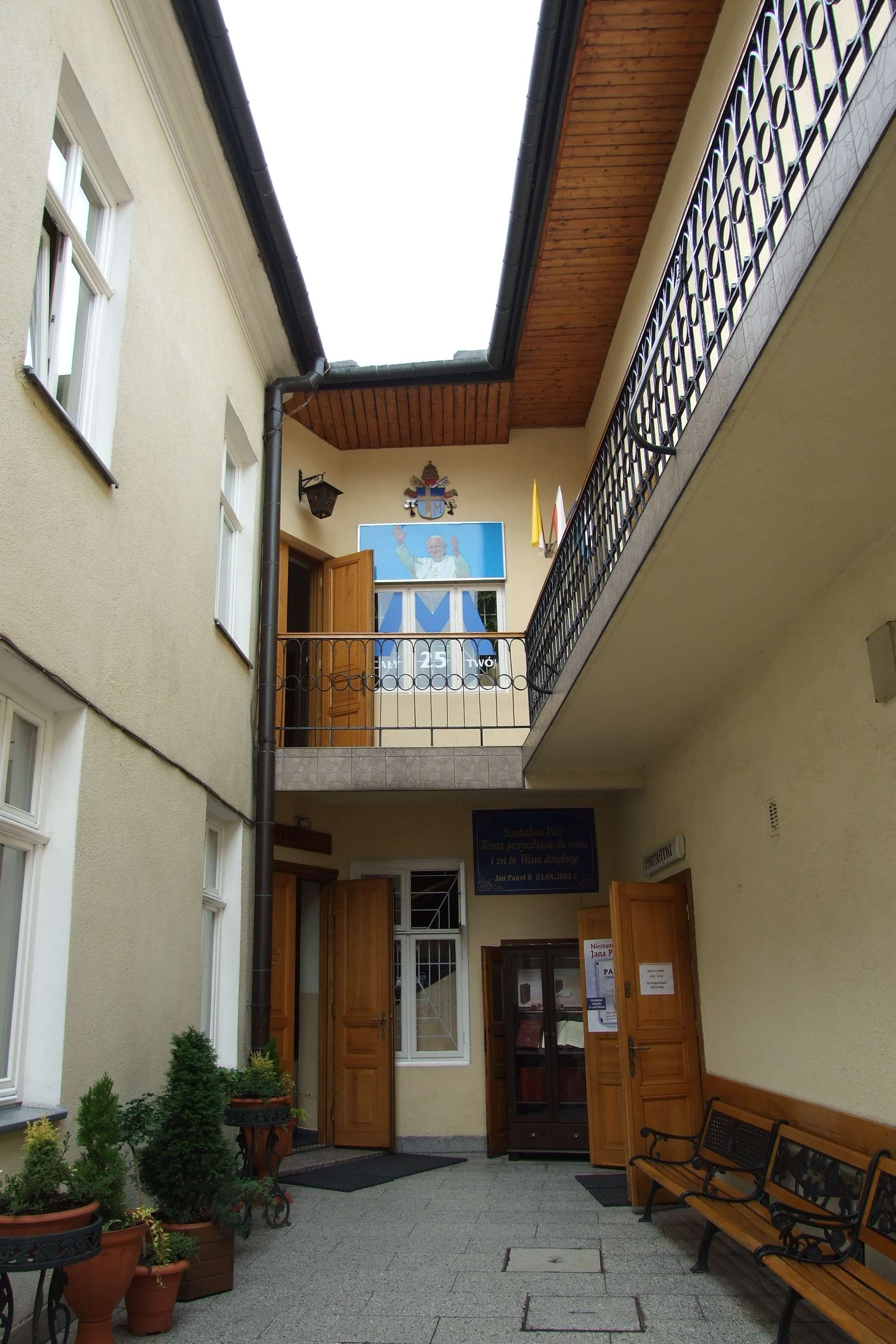
منزل البابا في وادوويس، بولندا.

ولد كارول فوتيلا في بلدة وادووايس البولندية، وكان الأصغر في عائلة مؤلفة من ثلاث أطفال، هم إدموند وإميليا وجوزيف، وقد توفيت إميليا من قبل أن يولد كارول. رغم كون العائلة بولندية إلا أن هناك بعض البحوث تشير إلى كونها ذات أصول ليتوانية أو أوكرانية. توفيت والدته في 13 أبريل 1929، عندما كان عمره ثماني سنوات فقط خلال وضعها لمولودها الرابع الذي توفي بعد فترة وجيزة من إبصاره النور وكانت فتاة دعيت أولغا. وفي أعقاب ذلك، تولى إدموند شقيقه الذي يكبره بأربع عشر عامًا شؤون تربيته، إلا أن إدموند بدوره قد توفي بالحمى القرمزية التي أصابته خلال معالجته مرضى بها، وكان لوفاة والدته ثم شقيقه الأثر الأكبر على كارول.
في شبابه، كان كارول رياضيًا بارزًا في كرة القدم وغالبًا ما يأخذ دور حارس المرمى، وتأثرت تلك المرحلة من حياته باتصاله المستمر بالجالية اليهودية المزدهرة في وادوايس، وكانت المدرسة التي تلقى فيها دورسه الابتدائية والإعدادية غالبًا ما تنظم مباريات كرة قدم بين فرق من اليهود والكاثوليك، وفي بعض الأحيان كان كارول يقدم نفسه طوعًا كحارس مرمى بديل في الفريق الآخر، إذ كانوا يعانون دومًا من نقص في اللاعبين.
في منتصف عام 1938 غادر كارول مع والده وادوايس وانتقل إلى كراكوف حيث التحق بجامعة جاغيلونيان، وكان يعمل إلى جانب دراسته الجامعية على دراسة اللغات المختلفة، ويتعرف على فقه اللغات. كذلك فقد عمل كأمين مكتبة، وتطوع للمشاركة في التدريب العسكري في الجامعة، لكنه رفض إطلاق النار من الأسلحة. عمل أيضًا مع جماعات مسرحية مختلفة وككاتب مسرحي. وخلال دراسته الجامعية، ازدهرت موهبته اللغوية وتعلم ما يصل إلى 12 لغة أجنبية، تسعة منها استخدمها على نطاق واسع كبابا.
في عام 1939 اندلعت الحرب العالمية الثانية وقامت القوات النازية بغزو بولندا، وفرضت على جميع الذكور القادرين على العمل، التطوع لخدمتها، فعمل فوتيلا كنادل في مطعم، وعامل في محاجر الحجر الجيري وفي مصنع سولفاي الكيميائي، يذكر أيضًا أن القوات النازية قد أغلقت الجامعة وكانت تعاقب من يرفض العمل بترحيله إلى ألمانيا. في عام 1941 أصبح كارول ضابطًا في الجيش البولندي، وفي العام نفسه توفي والده وبذلك أصبح كارول الفرد الوحيد الباقي على قيد الحياة في أفراد عائلته. وقد كتب البابا عن نفسه بأن سلسلة الأزمات المتتالية هذه قد أثرت على حياته بشكل بليغ، ودفعته للتفكير جديًا بدارسة اللاهوت، ومن ثم كتب أنه بات متأكدًا بأن الموضوع هو «حقيقة داخلية واضحة وضوحًا مطلقًا». وفي أكتوبر 1942 توجه إلى مقر أسقف كراكوف وأعلمه برغبته في دراسة الكهنوت، وفي بعد فترة وجيزة بدأ بتلقي دورسه اللاهوت في مدرسة سريّة تحت الأرض يديرها مطران كراوف إلى جانب كاردينال بولندي آخر، لكون النازية قد أغلقت المدارسة اللاهوتية. في 29 فبراير 1944 صدمته شاحنة تنقل ضابطًا في الجيش الألماني وأمضى أسبوعين في المستشفى للعلاج حيث سبب الحادث خلعًا في الكتف، وقد قال البابا أن هذا الحادث وجده تأكيدًا لدعوته الكهنوتية. في 6 أغسطس 1944 والذي يطلق عليه اسم «يوم الأحد الأسود» قام الجيش النازي باعتقال شبّان في كراكوف لتفادي أي انتفاضات شعبية بعد أن اندلعت مثل هذه الانتفاضات في وارسو عاصمة بولندا، وقد هرب كارول واختبئ في منزل أحد أعمامه في الطابق السفلي بين ما قامت القوات بتفتيش الطابق العلوي، وقد بلغ عدد المعتقلين من كراكوف في ذلك اليوم أكثر من ثمانية آلاف رجل، وقد هرب لاحقًا إلى مقر مطرانية كراكوف وظلّ مقيمًا فيه ومختفيًا حتى بعد كف النازيين عن الاعتقال.
في 17 يناير 1945 انسحب الألمان من المدينة، وتطوع كارول في مهمة تنظيف المدينة من آثار الاحتلال النازي، كما قام بمساعدة عدد من اليهود الهاربين من معسكرات الاعتقال في شيستوشوا، وهو ما أثبتته منظمات أخرى مثل بناي بريث الذي قالت أن البابا ساعد على حماية الكثير من اليهود البولنديين من النازيين.

## قبل البابوية

### الكهنوت

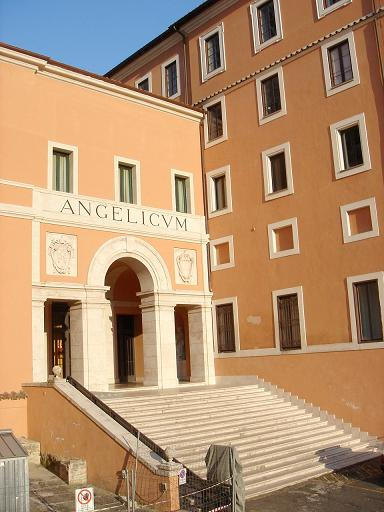
المعهد الحبري في روما، حيث درس يوحنا بولس الثاني اللاهوت.

عيّن كارول كاهنًا مساعدًا في إحدى قرى كراكوف، وفي 1 نوفمبر 1946 الذي هو «عيد جميع القديسين» في الكنيسة الكاثوليكية أصبح كاهنًا كاثوليكيًا بعد أن أنهى دراساته على يد الكاردينال رئيس أساقفة كراكوف. وقد أرسل بعدها بفترة وجيزة إلى روما لدراسة علم اللاهوت في المعهد البابوي، وهناك حصل على الليسانس والدكتوراه في اللاهوت، وقد كانت أطروحة الدكتوراه تنتسد عن عقائد الإيمان المسيحي عند القديس يوحنا الصليب، الصوفي. عاد إلى بولندا عام 1948 وهناك تابع الخدمة الكهنوتية في قرية نيجوفيك التي كان يخدم بها قبل سفره إلى روما، وعندما وصل إليها مجددًا ركع وقبّل الأرض للمرة الأولى في حياته، وهذه الحركة ستصبح إحدى «العلامات التجارية» خلال ولايته البابوية القادمة.
انتقل كارول بعدها إلى كنيسة سانت فوريان في كراكوف نفسها، ودرّس الأخلاق في جامعة جاغيلونيان، وبعدها في الجامعة الكاثوليكية في لوبلان. خلال أداءه مهنة التدريس، شكّل مع عشرين شابًا جماعة «الأسرة الصغيرة» التي كانت أهدافها الاجتماع بهدف الصلاة والنقاشات الفلسفية ومساعدة المرضى والمكفوفين وقد اتسعت المجموعة لتضم ما يقارب مائتي شخص، وتوسعت أنشطتها لتشمل رحلات التجديف والتزلج.

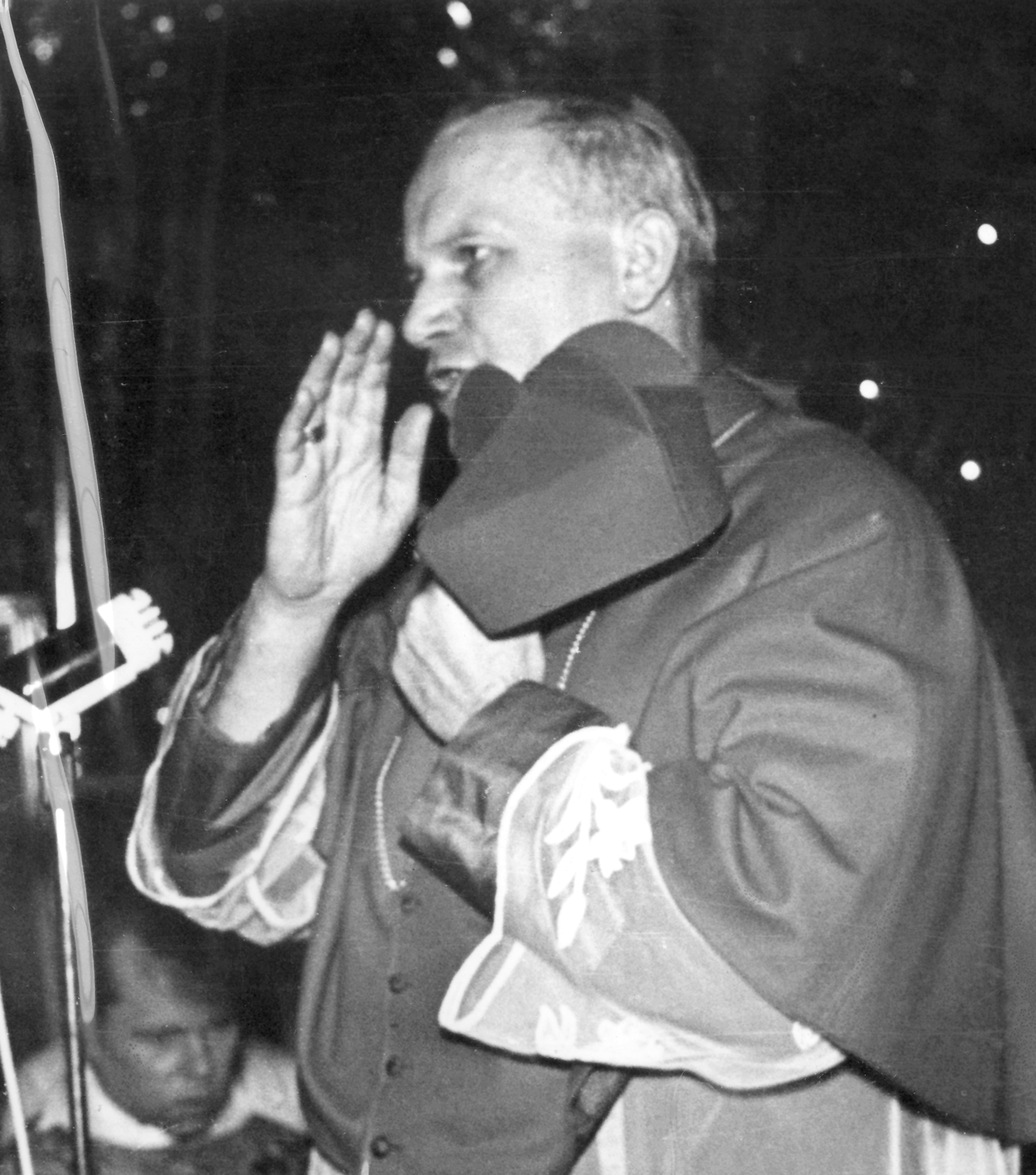
البابا حين كان كاردينالاً عام 1967.

في عام 1954 حصل على دكتوراه ثانية في الفلسفة وتقييم جدوى الأخلاق الكاثوليكية على أساس النظام الأخلاقي لماكس سكيلرن وقد منعت السلطات نشر أطروحة الدكتوراه الثانية حتى عام 1957 في ظل التقييد المفروض خلال الحكم الشيوعي. خلال هذه الفترة أيضًا درج كارول على كتابة سسلسة من المقالات في صحيفة كراكوف الكاثوليكية حول طرق تعامل الكنيسة مع القضايا المعاصرة. وقد كتب أن همومه خلال تلك المرحلة كانت تنحصر في الحرب والحياة في ظل الشيوعية إلى جانب مسؤولياته الرعوية وأعماله الشعرية والمسرحيّة. وقد نشر عملين بأسماء مستعارة، لكونها ليست أعمالاً دينية. في عام 1960 أخذ كارول ينشر مؤلفات لاهوتية كانت ذات تأثير خصوصًا فيما يتعلق بالدفاع عن تعاليم الكنيسة الكاثوليكية في الزواج من وجهة نظر موقف فسلفي جديد.

### الأسقف والكاردينال
في يوليو 1958 كان البابا يقوم برحلة تجديف في منطقة البحيرات شمال بولندا حينما عينه البابا بيوس الثاني عشر في منصب الأسقف المساعد في كراوف، ثم انتقل إلى أسقفية أومبي بعدها بفترة وجيزة في سبتمبر 1958 وإنما بشكل شرفي، وقد كان له من العمر حينها ثمانية وثلاثين عامًا فقط وبالتالي غدا أصغر أسقف في بولندا. ظلّ في مهمته كأسقف مساعد إلى أن توفي أسقف كراكوف في يونيو 1962، حيث تم تعيينه مديراً مؤقتًا للأبرشية ريثما يقوم البابا بتعيين رئيس جديد للأساقفة. خلال هذه المدة قام الأسقف كارول بالمشاركة في أعمال المجمع الفاتيكاني الثاني، حيث قدم إسهامات في اثنين من أكثر إنجازات المجلس شعبية وهو المرسوم الخاص بالحرية الدينية والدستور الرعوي حول الكنيسة في العالم المعاصر المعروف باسم «فرح ورجاء». وشارك الأسقف كارول أيضًا في كافة اجتماعات سينودس الأساقفة، وبتاريخ 13 يناير 1962 تم تعيينه رئيسًا لأساقفة كراكوف على يد البابا بولس السادس. وبعدها بخمس سنوات أعلن بولس السادس انضمام المطران كارول رسميًا إلى مجمع الكرادلة بمنحه لقب «كاردينال». كذلك ففي عام 1967 كان له دور بارز في صياغة المنشور البابوي للتعليم الاجتماعي الخاص بحظر الإجهاض ووسائل الحمل الاصطناعية وكذلك وسائل تحديد النسل. كما بدأ مقاومة النفوذ الشيوعي في بولندا منذ عام 1970 حين رفض الاحتفال بذكرى قيام «بولندا السوفياتية».

## بابويته

### الخلوة الانتخابية والانتخاب

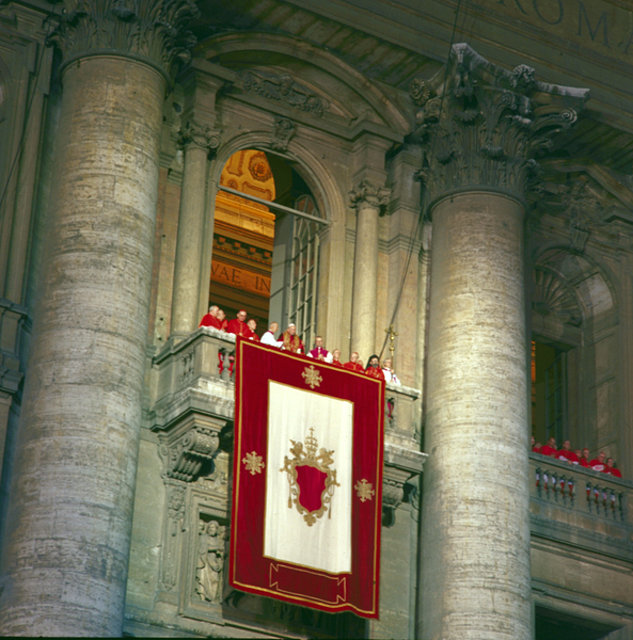
البابا الجديد يوحنا بولس الثاني يطل من شرفة كاتدرائية القديس بطرس على الحشود في الساحة للمرة الأولى بعيد انتخابه - 16 أكتوبر 1978.

في أغسطس 1978 توفي البابا بولس السادس، وشارك الكاردينال فويتيلا في انتخابات مجمع الكرادلة التي أدت إلى انتخاب يوحنا بولس الأول حبرًا أعظم وله من العمر 65 عامًا فقط ما يعتبر في مقاييس انتخابات البابوية الكاثوليكية عمرًا صغيرًا، غير أنّ يوحنا بولس الأول توفي بعد 33 يومًا فقط ما استدعي إلى خلوة انتخابية جديدة. بدأت الخلوة الانتخابية الثانية في 14 أكتوبر 1978 بعد عشر أيام من جنازة البابا يوحنا بولس الأول، وقد كان أبرز المرشحين جوزيف كاريدنال سيري ورئيس أساقفة جنوة المحافظ، ورئيس أساقفة فلورنسا الليبرالي وأحد المقربين من البابا يوحنا بولس الأول وهو الكاردينال جيوفاني بنيلي.
كان أنصار بنيلي يتوقعون انتخاب مرشحهم لكونه الأقوى مع الانتهاء من الاقتراع في وقت قصير، ومع ذلك فإن معارضة شديدة واجهت انتخابه في المجمع الانتخابي ولم يحصل على ثلثي الأصوات اللازمة لانتخابه. لذلك قام الكاردينال كونيغ رئيس أساقفة فيينا واقترح صيغة وسطى تقضي بانتخاب مرشح وسطي وهو الكاردينال البولندي كارول فويتيلا؛ لم تحظ مبادرة رئيس أساقفة فيينا بالتأييد الكامل في المرحلة الأولى ثم استطاع حشد أكثر من ثلثي الأصوات في جولة الاقتراع الثامنة التي تمت في اليوم الثاني من إعلان ترشحه، واستطاع الفوز بتسعة وتسعين وصوتًا من أصل مائة وأحد عشر كما نقلت الصحافة الإيطالية. وقد اختار اسم يوحنا بولس الثاني تكريمًا لسلفه الذي لم تطل حبريته. إذاك أطلق الدخان الأبيض التقليدي، وأبلغ الحشود في ساحة القديس بطرس نبأ اختيار البابا، وكانت كلماته الأولى: بالطاعة الجيدة للمسيح، وبدوام الثقة بوالدته العذراء والكنيسة، وعلى الرغم من الصعوبات الكبيرة، فأنا أقبل". وعندما أطل البابا من على شرفة طابق التبريكات في كاتدرائية القديس بطرس، كسر التقليد من خلال تصريحه للجمع.
أصبح يوحنا بولس الثاني البابا الرابع والستون بعد المائتان وأول بابا غير إيطالي منذ 455 عامًا وله من العمر 58 عامًا فقط وبالتالي كان أصغر بابا منذ عهد البابا بيوس التاسع في عام 1846 الذي انتخب في الرابعة والخمسين. وكسلفه يوحنا بولس الأول، اختصر يوحنا بولس الثاني من تقاليد التتويج البابوية وقام باحتفالات أكثر بساطة في 22 أكتوبر 1978.

### التعليم اللاهوتي

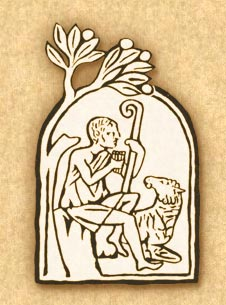
شعار تعاليم الكنيسة الكاثوليكية التي نشرت بدعوة من البابا يوحنا بولس الثاني.

قام البابا يوحنا بولس الثاني بإصدار أربعة عشر منشورًا بابويًا عامًا، وبالتالي كان من بين أكثر البابوات اهتمامًا بالتعليم اللاهوتي.
شدد البابا على أهمية اعتماد الإنسان على الله واتباع شريعته وعلى أهمية «اعتماد الحرية على الحقيقة» وحذر من أن الرجل «إذ منح نفسه إلى النسبية والشك، يذهب بحثًا عن حرية وهمية ويصرف النظر عن الحقيقة ذاتها».
كذلك فمن المواضيع التي ناقشها يوحنا بولس الثاني في رسائله العلاقة بين الإيمان والعقل وحاول تجديد الاهتمام بالفلسفة لدى عموم الناس في سبيل الوصول إلى نوع من «الحكم الذاتي» في المسائل اللاهوتية، كما ركّز على موضوع الدعم المتبادل بين الإيمان والعقل، وشدد أنه على رجال الدين السعي لترسيخ هذه العلاقة. اهتم يوحنا بولس الثاني أيضًا العقيدة الاجتماعية للكنيسة، وأفرد لها ثلاثة منشورات بابوية وعدد من الرسائل والعظات، وركز على أهمية الأسرة وكرامة المرأة بالنسبة لمستقبل البشرية. المنشورات البابوية الأخرى تشمل تعليمًا عن تفاسير الكتاب المقدس، والحفاظ على «التعاليم الأخلاقية الكاثوليكية» التي تمنع الموت الرحيم والإجهاض.

### الزيارات الخارجية

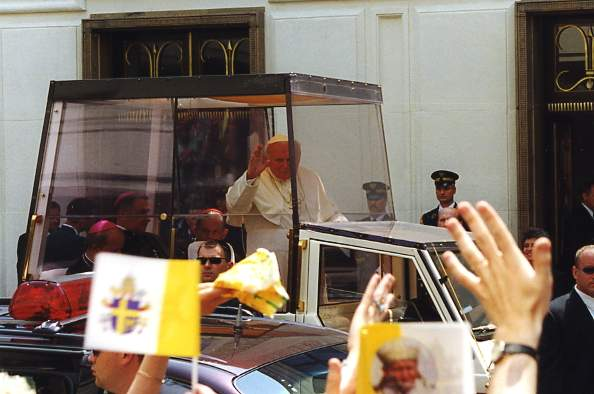
البابا يحيي الجموع خارج مقر البرلمان البولندي، 11 يونيو 1999.

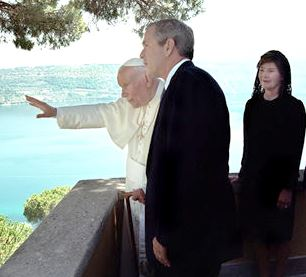
البابا مع جورج بوش الابن ولورا بوش من المقر الصيفي للبابا في كاستيل غاندولفو، 23 يوليو 2001.

خلال بابويته قام البابا يوحنا بولس الثاني بزيارة 129 بلدًا وقطع أكثر من 1.1 مليون كليومتر سفرًا، واجتذب حشودًا كبيرة كانت باستمرار في أسفاره، وقيل أن بعضها كان أكبر تجمع للبشرية على الإطلاق مثل يوم الشباب العالمي في مانيلا والذي حضره خمسة ملايين نسمة، وقد اقترح البعض تثيبت ذلك كأكبر تجمع مسيحي في التاريخ، وعلى كل فإن كلا الرأيين لم يثبتا رسميًا بعد.
أول زيارة رسمية له كانت إلى المكسيك والدومنيكان في يناير 1979، ثم إلى بلده بولندا في يونيو 1979 وقيل أن زيارته قد «أعادت الحياة والرقي إلى الأمة البولندية» كما أنه دعم الحركات الاحتجاجية عام 1980 والتي جلبت الحرية وحقوق الإنسان لبلاده المضطربة؛ وقد أعاد زيارتها مرّات عديدة خلال حبريته وقدم دعمًا شديدًا لدول أوروبا الشرقية التي كانت تتحول عن الديمقراطية وتتحرر من الحكم الشيوعي فقام بزيارات إلى أوروبا الوسطى عام 1989 بعيد إعادة الديمقراطية إلى بلده بولندا، ثم قام بزيارة دول أوروبا الشرقية بين عامي 1990 و1991 وجنوب شرق أوروبا عام 1992.
خلال زيارته الولايات المتحدة الإمريكية في أكتوبر 1979 كان البابا الذي يزور البيت الأبيض وقد استقبله جيمي كارتر «بحرارة» كما قال النقاد، وسافر إلى بلدان أخرى لم يكن بابا قد زارها من قبل كالمكسيك وإيرلندا وبريطانيا حيث التقى إليزابيث الثانية الملكة ورأس الكنيسة الأنجليكانية، كما سافر إلى هايتي عام 1983 وسعى بالتعاون مع نظمات العمل الكاثوليكي لتقليص الفرق بين الأغنياء والفقراء فيها. وفي عام 1997 كان أول بابا يزور لبنان، ثم عام 2000 أول بابا يزور مصر حيث التقى مع بابا الإسكندرية شنودة الثالث، كما كان أول بابا يزور سوريا عام 2001 وأول بابا يزور مسجدًا إسلاميًا حينما زار الجامع الأموي في دمشق، وصلّى أمام قبر يوحنا المعمدان، وألقى في الجامع الأموي عظة دعا فيها المسلمين والمسيحيين واليهود للعمل معًا.
في مارس 2000 زار القدس وكان أول بابا يصلي في حائط البراق، وفي سبتمبر 2001 وبعد موجة الخوف من الإسلام التي انتشرت في العالم الغربي بعد هجمات 11 سبتمبر زار كازاخستان ذات الأغلبية المسلمة، كما زار أرمينيا للاحتفال بمناسبة 1700 سنة على دخول المسيحية إلى هذا البلد.

البلدان التي زارها البابا.

### علاقته بالشباب

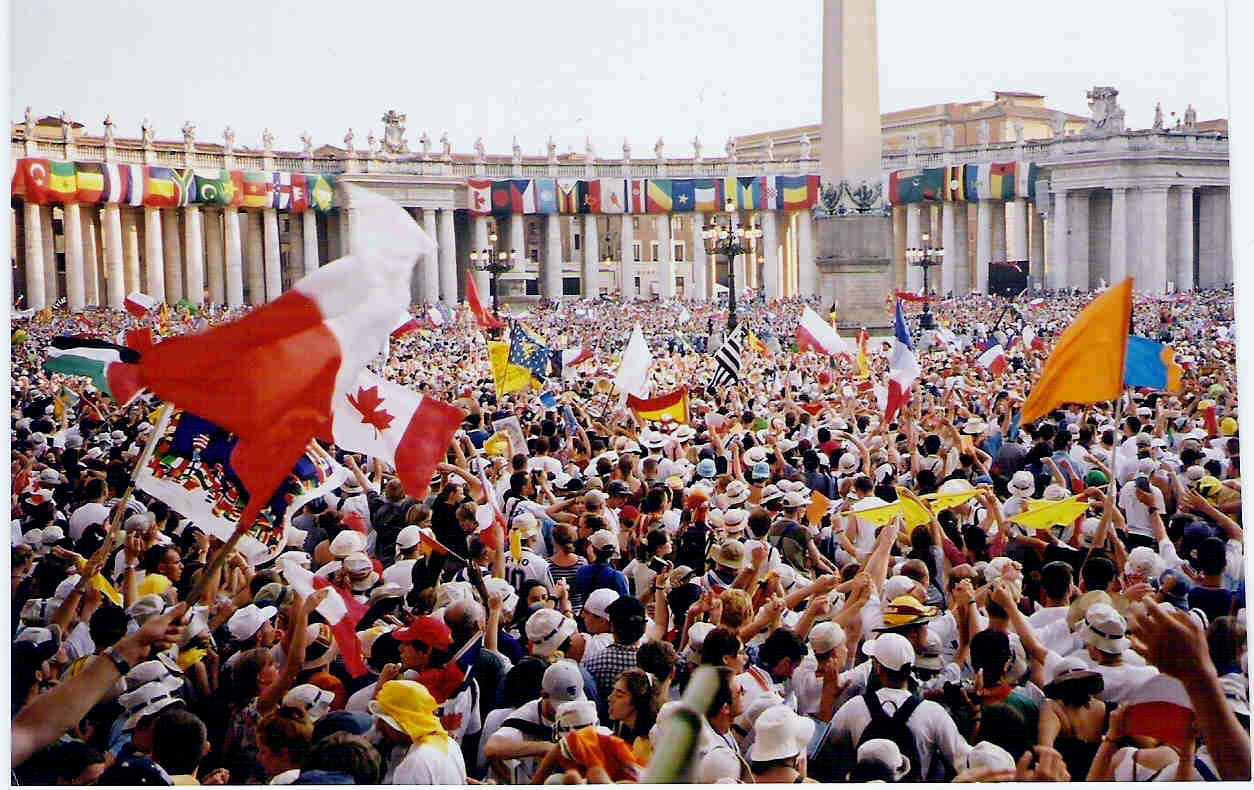
جانب من احتفالات الأيام العالمية للشبيبة الكاثوليكية، والذي عقد في روما عام 2000.

أبدى يوحنا بولس الثاني اهتمامًا خاصًا بالشباب الكاثوليكي، ومن المعروف أنه قد لقب «بابا الشباب». أبدى البابا قلقه من تناقص أعداد الشباب المنخرطين في سلك الكهنوت وقام مرات عديدة بزيارة المعاهد الرومانية لإعداد القسس ولقاء أوائل المعاهد، كما قام عام 1984 بتأسيس «أيام لقاء الشبيبة الكاثوليكية» التي تجرى دوريًا كل عامان أو ثلاثة بحيث يلتقي الشباب الكاثوليكي من جميع أنحاء العالم في لقاء «للاحتفال بالإيمان» وتستمر لمدة أسبوع، ترافقها نشاطات مختلفة. أقيم خلال حبريته 19 يومًا من أيام الشباب شارك بها الملايين منهم، وقد أطلق أيضًا عام 1994 الاجتماعات العالمية للعائلات.

### العلاقة مع الأديان الأخرى
حاول البابا إرساء ثقافة الحوار مع مختلف الأديان، والتقى جماعات دينية ورجال دين من أديان مختلفة، وكانت المحاولة خلال هذه الاجتماعات للبحث عن أرضية مشتركة، كما عمل على تطوير النقاشات بين الطوائف المسيحية وأنهي خلال عهده الخلاف الذي انبثق في أعقاب مجمع خلقيدونية مع الكنائس الأروثوذكسية المشرقية، كما قام في اليوم العالمي للصلاة من أجل السلام الذي عقد في أسيزي يوم 27 أكتوبر 1986 بجمع ممثلين لمختلف الديانات والطوائف فاق عددهم 120 ممثلاً وذلك بهدف الصلاة والصوم في سبيل السلام.

#### مع الكنيسة الأنجليكانية
كان للبابا علاقات مميزة مع كنيسة إنجلترا والتي أشار إليها سلفه بولس السادس بكونها «كنيستنا الأخت الحبيبة»، ووعظ في كاتدرائية كانتربري خلال زيارته بريطانيا، كما التقى رئيس أساقفة كانتربي، إلا أنه أبدى امتعاضه اللاحق من قبول الكنيسة الإنكليزية منح سر الكهنوت للنساء، واعتبر الخطوة خطوة في الاتجاه المعاكس لإعادة الوحدة مع الكنيسة الكاثوليكية. في عام 1980 أصدر البابا مرسومًا يقضي بالسماح للكهنة الإنجليكان بالتحول دون الكنيسة الكاثوليكية دون عائق، كذلك فقد صدر خلال عهده كتاب الرتب اللاتينية باللغة الإنكليزية وهو مطابق لما هو عليه الحال في الكنيسة الإنكليزية.

#### مع الكنائس اللوثرية
في نوفمبر 1980 زار البابا جمهورية ألمانيا الاتحادية وفي أول زيارة له لبلد ذي غالبية لوثرية، وفي مدينة ماينز اجتمع البابا مع قادة الكنائس اللوثرية وغيرها من ممثلي الطوائف البروتستانتية. في 11 ديسمبر 1983 شارك البابا في طقوس داخل الكنيسة اللوثرية في روما في أول زيارة بابوية منذ الانشقاق لكنيسة لوثرية، أي بعد 550 سنة من ولادة مارتن لوثر الراهب الألماني الذي أعلن الانشقاق البروتستانتي. بين 1 يونيو و10 يونيو 1989 زار البابا النرويج وأيسلندا وفنلندا والدنمارك والسويد وجميعها تتبع المذاهب البروتستانتية مع وجود جماعات كاثوليكية. في 31 أكتوبر 1999 ولمناسبة الذكرى 284 لإعلان الإصلاح اللوثري وقع ممثلون عن الفاتيكان والاتحاد اللوثري العالمي على إعلان مشترك حول لاهوت التبرير، كبادرة للوحدة، نظرًا لكون لاهوت التبرير واحدًا من القضايا الخلافية، وكان هذا التوقيع خطوة أولى ضمن مجموعة من الخطوات التي بدأت منذ افتتاح سلسلة الحوار بين الكنيسة الكاثوليكية والكنائس اللوثرية عام 1965.

#### مع الكنائس الأرثوذكسية
في مايو 1999 زار البابا رومانيا بناءً على دعوة بطريرك الكنيسة الرومانية الأرثوذكسية، وبالتالي تكون المرة الأولى التي يزور بها حبر أعظم بلدًا ذي غالبية أرثوذكسية منذ الانشقاق الكبير عام 1054، وخلال استقباله حضر رئيس رومانيا وبطريرك الكنيسة، وقال البطريرك: «بدأت الألفية الثانية مع الانشقاق المسيحي، ونأمل أن يكون مع بداية الألفية الثالثة التزامًا حقيقيًا يفضي إلى استعادة الوحدة المسيحية».
زار البابا أيضًا بلدانًا أخرى ذات أغلبية أرثوذكسية مثل أوكرانيا في يونيو 2001 وحضر حوالي مائتي ألف شخص احتفالات البابا في كييف وفي القداس الذي أقامه البابا شارك نصف مليون شخص. في رسالة بابوية أصدرها عام 1988 قال البابا أن التقاليد البيزنطية والتقاليد اللاتينية هي «الرئتين اللتان تتنفس منها أوروبا». في 2001 أيضًا زار البابا اليونان والتقى بطريرك الكنيسة اليونانية الأرثوذكسية كرستودولوس، وبعد اجتماع دام ثلاثين دقيقة، أعلن البطريرك إنهاء تبادل الحرمان المعلن منذ 1054. كذلك فقد أصدر إعلان مشترك بين الكنيستين قال فيها: «نحن سنفعل كل ما في وسعنا، حتى يمكن الحفاظ على الجذور المسيحية لأوروبا، والحفاظ على روحها المسيحية، ونحن ندين بكل شدة اللجوء إلى العنف والتعصب باسم الدين»، كذلك فقد انعقدت صلاة مشتركة، وهو ما كان ممنوعًا بموجب مراسيم تبادل الحرم. صرّح البابا أيضًا أن واحدًا من أعظم أحلامه كان زيارة روسيا إلا أن رغبته لم تتحقن بسبب الخلافات مع الكنيسة الروسية الأرثوذكسية، لكنه حاول حلّ العديد منها مثل إعادة أيقونة سيدة قازان إلى روسيا في أغسطس 2004.
في العلاقة مع الكنيسة القبطية الأرثوذكسية فقد التقى البابا رأس الكنيسة المصرية شنودة الثالث في الفاتيكان ثم خلال زيارته مصر عام 2000؛ لعلّ من أهم مميزات العلاقة خلال حبريته مع الكنائس الأرثوذكسية المشرقية عمومًا هو حل الخلاف حول صيغة اتحاد طبيعي المسيح والذي اندلع في أعقاب مجمع خلقيدونية ففي 12 فبراير 1988 صادق الكرسي الرسولي وممثلي الكنيسة القبطية الأرثوذكسية، وبالتالي تم تجاوز أحد الخلافات اللاهوتية بين الكنيستين.

#### مع البوذية
زار البابا يوحنا بولس الثاني تينزن غياتسو وهو الدالاي لاما الرابع عشر ثمانية مرات، وقد أبدى البابا والدالاي لاما نقاط مشتركة في الكثير من الأحيان ووجهة نظر متماثلة نحو العديد من القضايا الاجتماعية والأخلاقية، إلى جانب نصرة حقوق «الشعوب المتضررة من الشيوعية».

#### مع اليهودية
في عام 1979 زار البابا معتقل أوشفيتز الألماني في بولندا، حيث لاقى العديد من اليهود البولنديين حتفهم خلال الاحتلال النازي لبولندا في الحرب العالمية الثانية. في عام 1998 أصدر البابا منشورًا بابويًا بعنوان «نحن نتذكر: تأملات في المحرقة» أوجزت تفكيره حول المحرقة اليهودية، كما كان أول بابا يقوم بزيارة بابوية رسمية لكنيس عندما زار الكنيسة اليهودي في روما يوم 13 أبريل 1986.
في عام 1994 أقام البابا علاقات رسمية بين الكرسي الرسولي وإسرائيل بعد اتفاقيات أوسلو التي كان من المقرر أن تفضي إلى سلام في الشرق الأوسط، ولهذه المناسبة أقام البابا حفلاً حضره حاخام روما الأكبر ورئيس جمهورية إيطاليا والناجين من المحرقة في جميع أنحاء العالم. خلال زيارته إسرائيل عام 2000 زار البابا نصب ياد فاشيم، وهو النصب التذكاري للمحرقة اليهودية في إسرائيل، كما أنه زار حائط المبكى الذي يعتبر واحدًا من أقدس المواقع في الديانة اليهودية، ووضع هناك - حسب العادات اليهودية - رسالة دعا خلالها للصفح عن الإجراءات التي تمت ضد اليهود. في يناير 2005 أصبح البابا أول حبر أعظم ينال بركة من حاخام أثناء زيارة الحاخام بنيامين بليش للقصر الرسولي.
ومباشرة بعد وفاته، أصدرت جمعية آي.دي.إل اليهودية بيانًا قالت فيه أن البابا يوحنا بولس الثاني قد أحدث ثورة في العلاقات الكاثوليكية اليهودية، وقالت التحسينات التي وقعت خلال ثمانية وعشرين عامًا من باباويته لم تحصل خلال ألفي عام من قبل.

#### مع الإسلام
في عام 1981 أصدر يوحنا بولس الثاني «التعليم المسيحي للكنيسة الكاثوليكية» وناقش فيه قضية خلاص غير المسيحيين، واعتبر البابا في الوثيقة التي تعتبر «دستور رسولي» أن «خطة الله للخلاص تشمل المسلمين أيضًا الذين يعبدون معنا الله الواحد»، وكان المجمع الفاتيكاني الثاني قد أصدر خلال حبرية البابا بولس السادس وثيقة شبيهة عن المسلمين.
في 6 مايو 2001 أصبح يوحنا بولس الثاني أول بابا كاثوليكي يقوم بالدخول والصلاة في مسجد، فخلال زيارته سوريا قام البابا بزيارة المسجد الأموي، وأصر على اتباع العادات الإسلامية فخلع حذائه لدى دخوله المسجد، وقام بتقبيل القرآن الأمر الذي جعل له شعبية واسعة بين المسلمين، وقام بالصلاة أمام ضريح يوحنا المعمدان المعروف باسم النبي يحيى في الإسلام، وألقى خطابًا قال فيه: «إن المسلمين والمسيحيين أساؤوا إلى بعضهم البعض، ونحن اليوم نطلب الاستغفار عن ذلك من الله العلي والقدير، ونقدم الاعتذار عن كل خطأ آخر». في عام 2004 أقام البابا «الحفلة البابوية للمصالحة» والتي جمعت قادة مسلمين مع زعماء يهود وقادة كاثوليك في الفاتيكان، وقد أقام الحفلة الموسيقية أوركسترا كراكوف من بولندا وأوكسترا أخرى من بريطانيا وثالثة من الولايات المتحدة ورابعة من تركيا، كتمثيل لمجموعات دينية مختلفة، وقد صمم الحفل السير جيلبرت ليفي، وبثّ في مختلف أنحاء العالم.

### دوره في سقوط الشيوعية

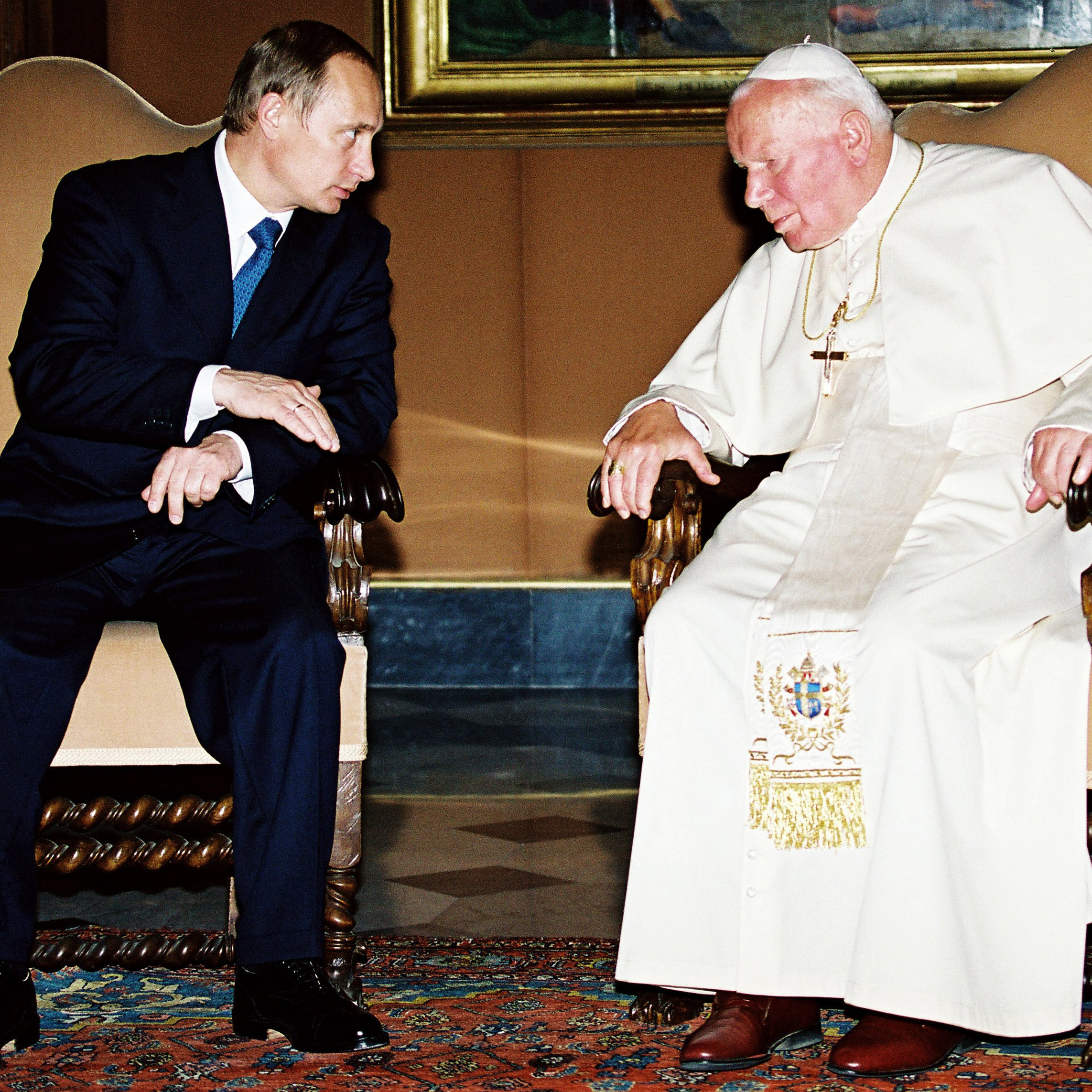
فلاديمير بوتين مع البابا في الفاتيكان.

ينسب إلى البابا يوحنا بولس الثاني دور بارز في إسقاط الشيوعية في أوروبا الوسطى والشرقية، مع كونه مصدر إلهام وراء سقوطها، وحافزًا على ذلك، خصوصًا في بلده بولندا حينما دعم «ثورة سلمية» لإسقاط الشيوعية. المراسلات بين البابا والرئيس الإمريكي رونالد ريغن كشفت أن الفاتيكان يدعم سياسة الولايات المتحدة في مقارعة الاتحاد السوفياتي. في ديسمبر 1989 التقى البابا يوحنا بولس الثاني مع الزعيم السوفياتي ميخائيل غورباتشوف وقال غورباتشوف في ختام اللقاء: «إن انهيار الستار الحديدي كان مستحيلاً لولا يوحنا بولس الثاني». وفي 2004 منحه الرئيس الإمريكي جورج بوش الابن وسام الحرية على البابا وهو أعلى وسام يمنح لمدنيين في الولايات المتحدة، وقال بوش: «لقد وقف هذا الرجل موقفًا مبدئيًا من أجل السلام والحرية، وألهم الملايين وساعد على إسقاط الشيوعية والطغيان»، كما رشح البابا في فبراير 2004 لنيل جائزة نوبل للسلام تكريمًا له عن دوره «في معارضة القمع الشيوعي والمساعدة على إعادة تشكيل العالم»، وقيل لم يحصل على الجائزة بسبب معارضته الإجهاض والموت الرحيم.

### محاولات اغتياله
في 13 مايو 1981 كان البابا يجول على حشود من المؤمنين في ساحة القديس بطرس في الذكرى السنوية لظهور العذراء في بلدة فاطمة في البرتغال عام 1917 وفق العقائد الكاثوليكية، حينها أقدم مسلح تركي هو محمد علي أغجا، الذي يوصف بكونه خبيرًا ومتدربًا في الرماية إلى جانب كونه عضوًا في «جماعة الذئاب الرمادية الفاشية»، بإطلاق النار على البابا باستخدام مسدس براوننج عيار 9 ملم، وقد استقرت الرصاصات في الأمعاء الغليظة والأمعاء الدقيقة، وقد نقل البابا إلى مشفى الفاتيكان ثم إلى مشفى جيميلي في روما، وخلال طريقه إلى المشفى فقد البابا الوعي، وخسر كمية كبيرة من الدم وخضع لعملية جراحية دامت خمس ساعات، لعلاج الكمية الكبيرة من الدم التي فقدها ولترميم الجروح التي أصيب بها في البطن. مما قام به الأطباء تحويل مسار الأمعاء الغليظة للسماح بالقسم السفلي منها بالشفاء. وقد قال البابا أن سيدة فاطمة هي من ساعدت على إبقاءه قيد الحياة طوال محنته: «هل يمكن أن أنسى حدث محاولة علي أغجا في ساحة القديس بطرس، التي وقعت في يوم وفي ساعة ظهور أم المسيح للفلاحين الصغار قبل أكثر من ستين عامًا في بلدة فاطمة في البرتغال؟ في كل ما حدث لي في حياتي وفي ذلك اليوم بالذات، شعرت بأن حماية الأمومة والرعاية الاستثنائية هي أقوى من الرصاصة القاتلة».
تم القبض على أغجا فور قيامه بالعملية من قبل المحتشدين وحتى وصول الشرطة، وقد حكم عليه بالسجن مدى الحياة؛ بعد يومين من عيد الميلاد عام 1983 زار البابا يوحنا بولس الثاني أغجا في السجن، وتكلم معه على انفراد لمدة عشرين دقيقة، وقال يوحنا بولس الثاني: «ما تحدثنا عنه يجب أن يبقى سرًا بيني وبينه، تحدثت معه باعتباره شقيق، وقد عفوت له ولي كامل الثقة في ذلك».
في 2 مارس 2006 أنهت لجنة برلمانية إيطالية شكلها سيلفيو برلسكوني لإعادة التحقيق في الحادث، بأن الاتحاد السوفياتي كان وراء محاولة الاغتيال، انتقادًا لدعم البابا ومعه منظمات العمل الكاثوليكي للحرية والديمقراطية في بولندا، وهي النظرية التي كان قد كشف عنها سابقًا مايكل ليدين ووكالة الاستخبارات الإمريكية سابقًا. التقرير الإيطالي ذكر أيضًا أن الأجهزة الأمنية في بلغاريا الشيوعية هي من تقف وراء التنفيذ المباشر وليس جهاز كي جي بي في موسكو.
في 12 مايو 1982 وقبل يوم واحد من الذكرى السنوية الأولى لاغتياله، وفي ساحة القديس بطرس أيضًا، قام رجل ثاني بطعن البابا بحربة، على الرغم من وجود الحرس السويسري ومرافقي البابا في المكان، إلا أن المهاجم فشل في إصابة البابا، على الرغم من سكرتير البابا الكاردينال ستانيسلو قال لاحقًا أن البابا أصيب لكنه تمكن من إخفاء الجرح غير المهدد للحياة. أما المهاجم فهو كاهن إسباني يدعى خوان ماريا فيرناندز من رهبنة القديس بيوس العاشر، وقال أنه أقدم إلى عملية الاغتيال نظرًا لمعارضته إصلاحات المجمع الفاتيكاني الثاني واصفًا البابا «بعميل الشيوعية والماركسية»، وقد فسخ فريناندز من سلك الكهنوت الكاثوليكي وسجن لمدة ثلاث سنوات من أصل ستة سنوات، وبعد الإفراج عنه انتقل إلى بلجيكا حيث عمل محاميًا واعتقل مرة أخرى في يوليو 2000 بعد محاولته تسلق حاجز الأمن في القصر الملكي في بروكسل، خلال زيارة ملك إسبانيا خوان كارلوس والذي اتهمه فرينانديز بقتل شقيقه الأكبر عام 1956.
محاولة الاغتيال الثالثة كانت خلال زيارته الفيليبين عام 1995 تزامنًا مع احتفالات يوم الشبيبة العالمي، عن طريق قنبلة يحملها انتحاري يرتدي ثوب كاهن، لتكون المرحلة الأولى من العملية التي ستتبعها عملية ثانية بتفجير داخل الجمع نفسه. وقد اشتعل حريق في أحد مواقع المهاجمين، نبهت الشرطة إلى مكان وجودهم، وألقي القبض عليهم قبل أسبوع من زيارة البابا، علمًا أن الجماعة تدعى «جماعة بوجينكا» الممولة من قبل تنظيم القاعدة.

### مواقفه الاجتماعية والسياسية
اعتبر البابا يوحنا بولس الثاني محافظًا فيما يخصّ الإجهاض وتحديد النسل وسيامة النساء ككاهنات،
وخلال زيارته الولايات المتحدة صرّح بأن: «جميع أشكال الحياة البشرية من لحظة الحمل وخلال جميع المراحل اللاحقة، هي سرّ مقدس».
وقد جمعت لاحقًا سلسلة المحاضرات التي قدمها يوحنا بولس الثاني أمام الجماهير في روما بين سبتمبر 1979 ونوفمبر 1984 والبالغ عددها 129 محاضرة في كتاب واحد أطلق عليه اسم «لاهوت الحياة» وهو تأمل موسع في النشاط الجنسي البشري، يمتد إلى إدانة القتل الرحيم والإجهاض وجميع استخدامات عقوبة الإعدام تقريبًا، وقد دعاهم البابا «جزءًا من ثقافة الموت»، كما دعا لحملة لإعفاء ديون الدول الفقيرة، ودعا أيضًا لتعزيز العدالة الاجتماعية.
شجب البابا تصرفات عدد واسع من الأنظمة التي كانت تنتهك حقوق الإنسان ومنها النظام القائم في السلفادور، وخلال زيارته نيكاراغوا عام 1983 أدان البابا «الكنيسة الشعبية» في محاولة لتحويل الكنيسة نحو لامركزية إدارية واسعة ومحاولة تقارب من أنظمة يسارية، وقال بأنه على رجال الدين الكاثوليك إبداء الطاعة للكرسي الرسولي.
في عام 2000 أعلن البابا «اليوبيل الكبير لمناسبة ذكرى ألفيتين لتجسد المخلص» وهو تقليد دوري أرسي عام 1300 مع البابا بونيفاس الثامن، وقدم خلال اليوبيل سلسلة من الاعتذارات عن أخطاء الكنيسة الكاثوليكية في الماضي، كما دعا لتخفيف ديون الدول الأفريقية وأطلق سلسلة من المواقف الأخرى. في عام 2003 عارض البابا بشدة «غزو العراق» وقال: «لا للحرب، الحرب ليست دائمًا لا مفرّ منها، وهي دومًا هزيمة للبشرية». وأوفد الكاردينال بيو لإجراء محادثات مع جورج بوش عبّر عن خلالها معارضته الحرب، وقال البابا بأنه يعود للأمم المتحدة حل نزاعات الديبلوماسية الدولية، وأن الاعتداء من جانب واحد هو «جريمة ضد السلام» ويشكل «انتهاكًا للقانون الدولي».
أما بالنسبة لنظرية التطور في 22 أكتوبر 1996 قال البابا في خطاب أمام الأكاديمية البابوية للعلوم في الفاتيكان حول نظرية التطور: «لقد تم قبول هذه النظرية تدريجيًا من قبل الباحثين، وبعد سلسلة من الاكتشافات في مختلف مجالات المعرفة، أخذت نتائج العمل المستقل تبدي دعمًا لصالح هذه النظرية». وقال البابا أيضًا: «بدلاً من نظرية التطور، يجب علينا الحديث عن نظريات تطور»، إلا أنه رفض مطلقًا الفلسفة المادية البحتة وأشار إلى بعض النقاط التي لا تتفق مع العقيدة الكاثوليكية: «إن اعتبار الحياة مجرد ظاهرة عارضة، لا تتفق مع الحقيقة». أيضًا فقد تمسك البابا بوجود الروح، والتي اعتبرها جزءًا من روح الله.
اتخذ البابا أيضًا موقف الكنيسة الكاثوليكية التقليدي، من خلال الدفاع عن معارضة المثلية الجنسية وزواج المثليين، وأكد البابا أن الأشخاص ذوي الميول المثلية تمتلك نفس الكرامة والحقوق المقسومة لجميع البشر.

### الاعتذارات التي قدمها
خلال العشر سنوات السابقة لليوبيل الكبير الذي أعلنه البابا لمناسبة «مرور ألفيتين على تجسد المخلص» قرر إعلان سلسلة اعتذارات عن «الأخطاء» التي اقترفتها الكنيسة الكاثوليكية خلال تاريخها، وقد شمل الاعتذار اليهود وجاليليو والمسلمين والنساء، إلى جانب ذلك فقد رعى البابا سلسلة مصالحات، مثل خطاب المصالحة بين الأساقفة البولنديين والأساقفة الألمان الذي يعود لما قبل بابويته عام 1965، أما أبرز الاعتذارات العامة التي قدمها البابا:
- قدّم اعتذارًا عن إدانة الكنيسة الكاثوليكية للعالم والفيلسوف الإيطالي جاليليو جاليلي عام 1633، رغم أن جاليلي كان يعتبر نفسه «كاثوليكي متدين» (في 31 أكتوبر 1992).[109]
- قدم اعتذارًا عن تورط الكاثوليك في تجارة الرقيق في أفريقيا (في 9 أغسطس 1993).
- قدم اعتذارًا عن الاضطهادات والحروب الدينية التي تلت قيام البروتستانتية في القرن السادس عشر، وقد أعلن ذلك من جمهورية التشيك (في مايو 1995).
- قدم من خلال الرسالة البابوية «إلى كل امرأة» قدّم البابا اعتذارًا عن انتهاك حقوق المرأة خلال القرون الوسطى على يد محاكم التفتيش (في 10 يوليو 1995).
- قدم اعتذارًا من اليهود عن تقاعس الكنيسة الكاثوليكية في ألمانيا عن مساعدتهم خلال الهولوكست (في 16 مارس 1998).
- قدّم البابا اعتذارًا عن المآسي التي رافقت الحروب الصليبية. (12 مارس 2000).[110]

## الأيام الأخيرة

### صحة البابا
عندما انتخب البابا يوحنا بولس الثاني، كان رياضيًا يقوم بالركض في حدائق الفاتيكان ويمارس كرة القدم ويقوم برفع الأثقال إلى جانب السباحة والمشي في الجبال، لذلك بدا من الناحية الصحية على عكس أسلافه يوحنا بولس الأول وبولس السادس ويوحنا الثالث والعشرين ذو صحة قوية وجيدة، وهو أيضًا أول بابا رياضي منذ بيوس الحادي عشر (1922 - 1939) الذي كان محترفًا لتسلق الجبال. تقاعس حالته الصحية جاء أولاً من محاولة اغتياله الفاشلة عام 1981، وفي نوفمبر 1993 سقط البابا على قطعة من السجاد وكسر كتفه الأيمن، وبعدها بأربع أشهر سقط خلال استحمامه وكسر عظمة الفخذ ما دفع لإجراء عملية جراحية لاستبدال مفصل الورك، كما أنه ومع التقدم بالعمر بدأ يعاني صعوبة في النطق وصعوبة في السمع، وانشرت أخبار تفيد بإصابته بالشلل الرعاشي - باركنسون وهو ما تم تثبيته عام 2003 بعد أن حفظ سريًا لمدة اثني عشر عامًا.

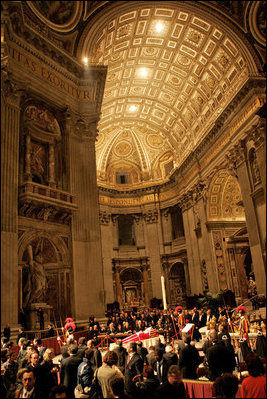
جثمان البابا مسجّى في كاتدرائية القديس بطرس، وشعب روما يلقي النظرة الأخيرة، وفق العادات المتوارثة.

في فبراير 2005 نقل البابا إلى مستشفى جيميلي مجددًا نتيجة التهاب وتجنش في الحنجرة ناجم عن إنفلونزا أصيب بها وأدت إلى صعوبة في التنفس، ما استدعى جراحة للقصبة الهوائية، ما أدى إلى تحسن القدرة التنفسية لدى البابا ولكن قدراته على النطق ظلت محدودة. ونشر الفاتيكان بيانًا رسميًا بأن البابا يحتضر في مارس 2005 قبل بضعة أيام من وفاته.

### الموت والجنازة
في 31 مارس 2005 أصيب البابا بالتهاب بالمسالك البولية، وشخصت حالته على كونها حمّى شديدة مع انخفاض بشدة في ضغط الدم، ولكن لم ينقل البابا إلى المشفى، وبدلاً من ذلك عرضت عليه رقابة طبية من قبل فريق من الأطباء المختصين في القصر الرسولي، وكان ذلك بمثابة إشارة ضمنية أن المقربين من البابا يعتقدون أنه على وشك الموت، حيث أنه كان قد أوصى أن يود الموت في الفاتيكان وليس داخل المشفى. في ذلك اليوم نفسه، أعلنت مصادر رسمية في الفاتيكان أن البابا قد أعطي «سر مسحة المرضى» أحد الأسرار السبعة المقدسة في المسيحية عن طريق صديقه الكاردينال ستانيسلو، رافق ذلك احتشاد عشرات الآلاف من المواطنين في ساحة القديس بطرس والشوارع المحيطة لها تضامنًا مع البابا، الذي طلب إبقاء أضواء غرفته في الطابق العلوي من القصر الرسولي المطل على ساحة القديس بطرس مشتعلاً كإشارة إلى تضامنه مع الحشود في الساحة، وقد نقل أن البابا قد قال عندما سمع أنباء الحشود في ساحة القديس بطرس: «لقد زرتكم في مختلف أنحاء العالم، والآن حان الدور لتقوموا أنتم بزيارتي، شكرًا لكم».

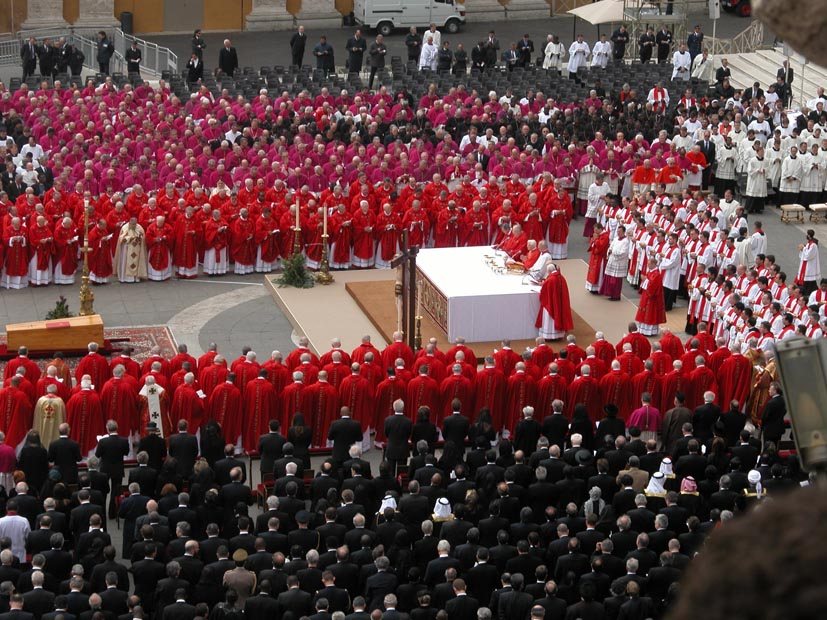
منصة الحضور الرسمي في جنازة البابا ويبدو نعشه مسجّى أمام المذبح، وقد شارك في الجنازة أربع ملايين شخص.

يوم السبت 2 أبريل 2005 حوالي الساعة 15:30 بالتوقيت العالمي، قال البابا كلماته الأخيرة بالبولندية: pozwólcie mi odejść do domu Ojca"" ومعناها «اسمحوا لي أن أغادر إلى بيت الأب»، قال ذلك لمساعديه، ثم دخل في غيبوبة دامت أربع ساعات، وكان من بين الحضور إلى جانب البابا الكاردينال ستانيسلو وكاهنان من بولندا مع الراهبات اللواتي يخدمن القصر الرسولي، ومدير القصر. وقد توفي البابا في شقته الخاصة الساعة 19:37 بالتوقيت العالمي، بسبب قصور في نبضات القلب وانخفاض شديد في ضغط الدم، بعد 85 عامًا و 46 يومًا من ميلاده.
بين 4 أبريل و7 أبريل عُرض جثمان البابا في كاتدرائية القديس بطرس ليقوم «شعب روما بتوديعه» وفق العادات والتقاليد الإيطالية المتوراثة، وفي 7 أبريل نشرت وصية البابا الراحل التي كان قد كتبها على مراحل عديدة من حياته وختمها عام 2000 ومما قاله فيها أنه يفكر في أن يدفن في مسقط رأسه بولندا لكنه عاد وترك القرار النهائي لمجمع الكرادلة، كما طلب أن يدفن في «الأرض العارية» وليس في نووايس حجرية خاصة كما هي عادة أغلب الباباوات. وفي 9 أبريل تمت جنازة البابا التي حطمت رقمًا قياسيًا عالميًا من حيث الحضور الشعبي والرسمي، إذ حضر أربع ملوك وخمس ملكات وما لا يقل عن 70 رئيس جمهورية ورئيس وزراء إلى جانب 14 رئيس ديانة مختلفة من العالم، وقدّر عدد المشيعين في روما بأربعة ملايين مشيّع، وجد بينهم 300,000 داخل ساحة القديس بطرس دون الشوارع الخارجية في روما، وقد تجاوز البابا بذلك الجنازات الضخمة السابقة مثل جنازة ونستون تشرشل عام 1965 وجنازة جوزيف بروز تيتو عام 1980. وقد ترأس صلاة الجنازة الكاردينال جوزيف راتزنجر عميد مجمع الكرادلة والذي سيغدو البابا المقبل. وقد دُفن البابا يوحنا بولس الثاني تحت الكاتدرائية في سراديب قبور البابوات، في كوة كان قد اختارها سابقًا بنفسه وكان موضوعًا فيها سابقًا البابا يوحنا الثالث والعشرين.

## بعد الوفاة

### إضافة لقب «الكبير»

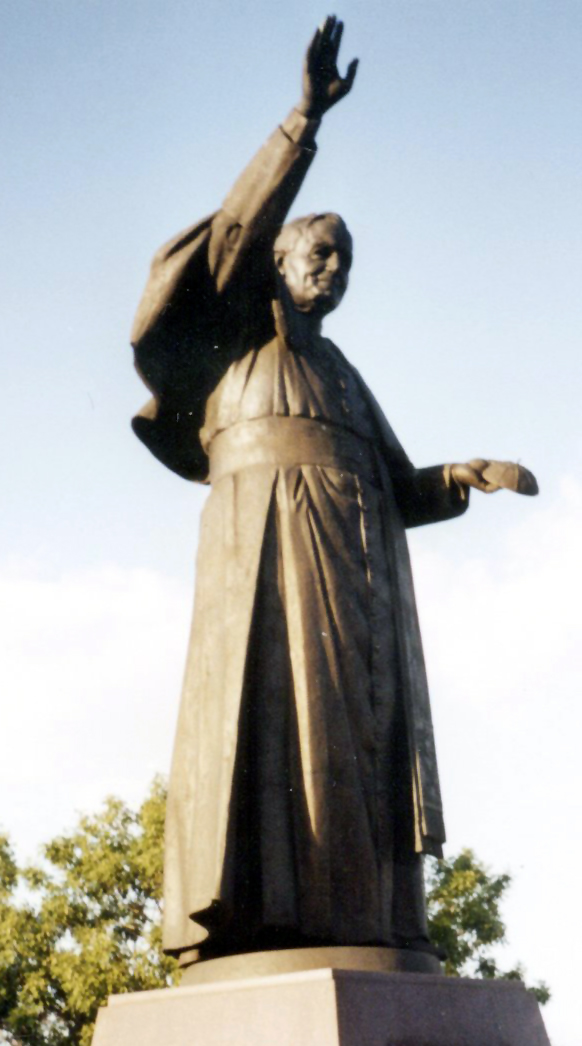
نصب للبابا في بولندا.

منذ وفاة البابا طالب عدد من رجال الدين الكاثوليك في الفاتيكان وحول العالم وكذلك عدد من المؤمنين الكاثوليك إضافة تسمية «الكبير» أو «العظيم» إلى اسم البابا يوحنا بولس الثاني، ومن المعروف أن أربعة بابوات فقط قد أضيف إلى اسمهم هذا اللقب خلال التاريخ. علماء القانون الكنسي قالوا بأنه ليس هناك طريقة عملية رسمية لإضافة اللقب، وأن اللقب ببساطة يفرض من قبل الجمهور والمؤرخين ويتم إثباته من خلال انتشار شعبية تداوله، كما هو الحال مع الملوك والقادة الآخرين. أما البابوات السابقين الذين أضيف إلى أسمائهم لقب «الكبير» فهم البابا ليون الأول (440 - 461) والبابا غريغوري الأول (590 - 604) والبابا نيكولا الأول (858 - 867)، يشار إلى أن البابا بندكت السادس عشر وصف البابا يوحنا بولس الثاني خلال أول خطاب له من كاتدرائية القديس بطرس في الفاتيكان بأنه «الكبير»، وكذلك فعل في اليوم العالمي للشباب الذي عقد في ألمانيا عام 2005 واستشهد خلال كلمته بما قاله البابا للشباب: «أبقوا شعلة الإيمان حيّة في حياتكم وحياة شعبكم»، وفي مايو 2006 زار البابا بندكت السادس عشر بولندا مسقط رأس يوحنا بولس الثاني، وفيها أدلى مرارًا وتكرارًا لقب «يوحنا بولس الكبير» و«سلفي الكبير»،
وإلى جانب الفاتيكان فقد قامت عدد من الصحف الكبرى بذلك مثل صحيفة كورييري ديلا سيرا التي تعتبر من أكبر صحف إيطاليا وكذلك صحيفة الصليب الجنوبي التي تصدر في جنوب أفريقيا، كما أن عددًا من المدارس في الولايات المتحدة والمعاهد الكاثوليكية سميّت باسم «يوحنا بولس الكبير».

### التطويب
خلال جنازة البابا يوحنا بولس الثاني، كانت الحشود التي شاهدت الجنازة تطالب بإعلانه قديسًا فورًا. بموجب القوانين الكنسية فإن فتح دعوى التطويب يجب أن تتم بعد خمسة سنوات على الأقل من وفاة الشخص، غير أن البابا بندكت السادس عشر أصدر استثناءً لسلفه بحيث تم فتح دعوى التطويب قبل خمس سنوات من وفاته، وذلك خلال لقائه ريني كاميو النائب العام لأبرشية روما والمسؤولة عن طلب فتح دعوى التطويب نظرًا لكون البابا قد كان من أبنائها. وتم الإعلان عن قرار فتح دعوى التطويب في 13 مايو 2005 وهو عيد سيدة فاطمة والذكرى الرابعة والعشرون لتعرض البابا لمحاولة اغتيال. في أوائل عام 2006، أفيد أن الراهبة الفرنسية ماري سيمون بيير، قد شفيت من داء باركنسون المزمن معها بنتيجة «الصلوات التي رفعت لطلب شفاعة البابا يوحنا بولس الثاني»، وقد تم تثبيت هذه الحادثة على كونها «معجزة» بعد موافقة الأطباء واللجان القانونية في فرنسا والفاتيكان في مايو 2008، وفي مقابلة تلفزيونية قالت الراهبة: «لقد كنت مريضة والآن أنا شفيت، ولكن الأمر يرجع إلى الكنيسة في ما إذا كان ذلك معجزة أم لا». وكان البابا بندكت السادس عشر قد طلب خلال قداس إلهي في بولندا حضره 900,000 شخص أن يقوموا بالصلاة على نيّة ثبوت قداسة يوحنا بولس الثاني قريبًا، وقال أنه شخصيًا يأمل بأن يتم رفع سلفه كقديس «في المستقبل القريب».

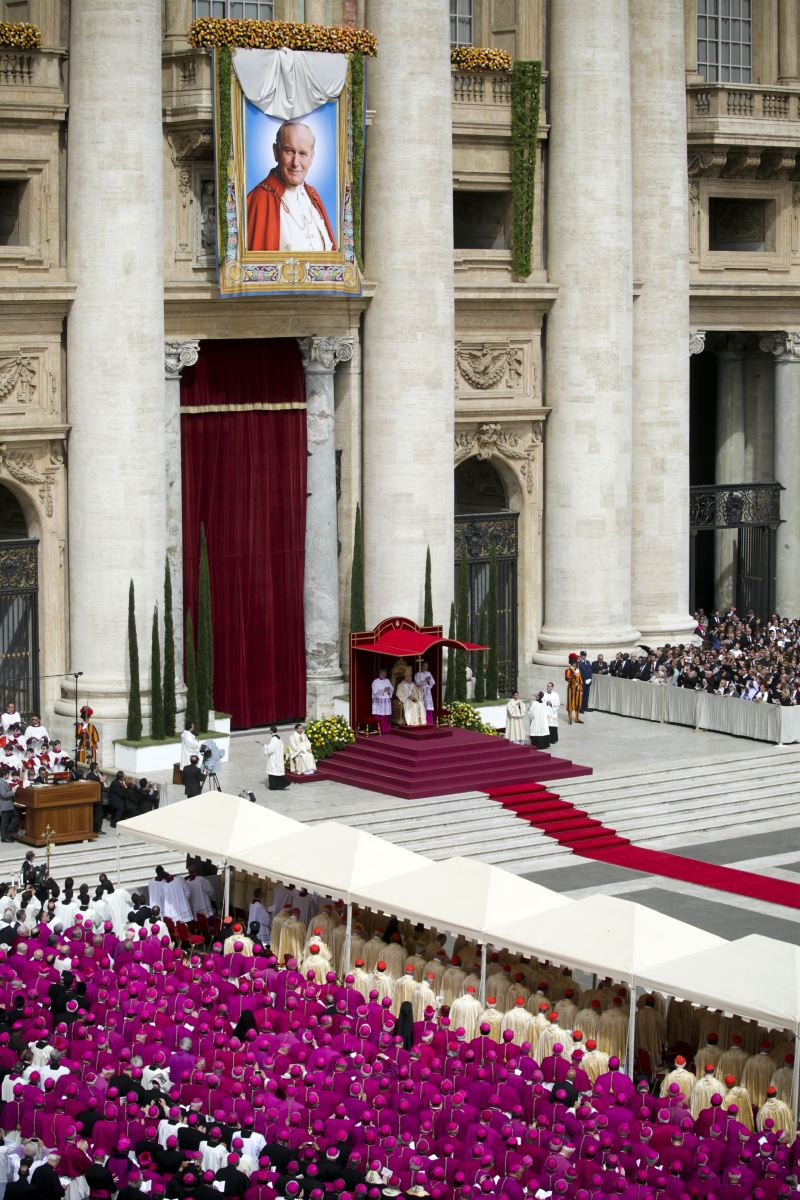
جانب من حفل تطويب البابا في ساحة القديس بطرس، 1 مايو 2011.

في يناير 2007 قال الكاردينال ستانيسلو أن الملفات المتعلقة بدعوى التطويب قد شارفت على الانتهاء في بولندا وإيطاليا على حد سواء، وفي 8 مارس 2007 صادقت أبرشية روما رسميًا على دعوى التطويب ورفعتها إلى مجمع شؤون القديسين في الفاتيكان، الذي قبل النظر بالدعوى في 2 أبريل 2007 وهي الذكرى الثانية لوفاة البابا. استمرت دارسة الملف في مجمع شؤون القديسين عامين، ومع حلول الذكرى الرابعة لوفاته في 2 أبريل 2009 أعلن الكاردينال ديزيفيز أن معجزة ثانية قد وقعت بالقرب من ضريح البابا في كاتدرائية القديس بطرس، من خلال شفاء صبي بولندي له من العمر تسع سنوات كان مصابًا بسرطان الكلى وعاجزًا عن المشي، وعندما كان يزور قبر البابا مع والديه، قال الصبي «أريد أن أمشي» وبدأ يسير بشكل طبيعي.
في 16 نوفمبر 2009، صادق مجمع شؤون القديسين بالفاتيكان وبإجماع الأصوات على أن البابا يوحنا بولس الثاني قد عاش حياة فاضلة ومارس الفضائل الإلهية الثلاث «الإيمان والرجاء والمحبة» وفق العقائد الكاثوليكية، ولهذه المناسبة وقع البابا بندكت السادس عشر في 19 ديسمبر 2009 مرسومًا يقضي باعتبار سلفه «مكرمًا» وهي المرحلة الأولى من مراحل التقديس، وتنصّ على الشخص قد عاش حياة بطولة فاضلة. ثم وقع على مرسوم ثاني يعترف بموجبها بأصالة معجزته الأولى، وبموجب القوانين الكنسية فإن اعتبار الشخص مكرمًا إلى جانب ثبوت معجزة واحدة تكفي لإعلانه طوباويًا. سرت بعض الإشاعات أنه سيجري حفل التطويب في أكتوبر 2010 تزامنًا مع الذكرى السنوية الثانية والثلاثين لانتخابه، غير أن الفاتيكان قد آثر التريث، بحيث صادق البابا يوم 14 يناير 2011 أن التطويب سيجري في 1 مايو 2011.
في 29 أبريل 2011 تم إخراج جثمان البابا من قبره تحت كاتدرائية القديس بطرس، وعرض على مذبحها الرئيسي، وقد توافد عشرات الآلاف إلى روما في واحدة من أكبر الأحداث التي شهدتها روما منذ جنازته عام 2005، ثم نقل بعد التطويب إلى قرب مذبح القربان الأقدس داخل الكاتدرائية بالقرب من ضريح البابا إينوسنت الحادي عشر ومصلى بيير باولو للقديس سباستيان، بحيث يستطيع الناس رؤية الضريح بشكل أكثر وضوحًا. وفي اليوم نفسه أطلق في بولندا عملة تحتفي بذكرى التطويب وأغنية بعنوان «لا تخافوا» تحوي تسجيلاً بصوت البابا.

### قديسًا
أمام الآلاف من الحجاج، أعلن البابا فرنسيس قداسة يوحنا بولس الثاني يوم 27 أبريل 2014، وكذلك أعلن قداسة يوحنا الثالث والعشرون.

### الانتقادات
انتقد البابا يوحنا بولس الثاني بسبب دعمه خلال حبريته لأوبس داي وإعلان قداسة مؤسسها خوسيه ماريا إسكريفا عام 2002، والذي وصفه بأنه «قديس الحياة العادية»، إلى جانب دعمه لعدد من المنظمات الكاثوليكية المحافظة مثل «الطريق» و«فيلق المسيح». انتقد البابا أيضًا لدفاعه عن «التعاليم الأخلاقية للكنيسة الكاثوليكية» خصوصًا فيما يتعلق بغاية العملية الجنسية بالإنجاب، ورفض القتل الرحيم ومنع الحمل الاصطناعي والإجهاض، كما انتقد من قبل بعض الجمعيات النسائية فضلاً عن اللاهوتيين الكاثوليك بسبب رفضه سيامة النساء ككهنة. انتقد أيضًا من عدد كبير من نشطاء حقوق المثلية الجنسية، واتهم بكونه سببًا في حفاظ الكنيسة الكاثوليكية المتواصلة عن مواقفها الرافضة للسلوك المثلي فضلاً عن الزواج ضمن الجنس الواحد. إلى جانب انتقاده بسبب المحافظة على موقف الفاتيكان التقليدي من حظر استخدام الواقي الذكري ما اعتبر مساعدة على انتشار الأمراض الجنسية.

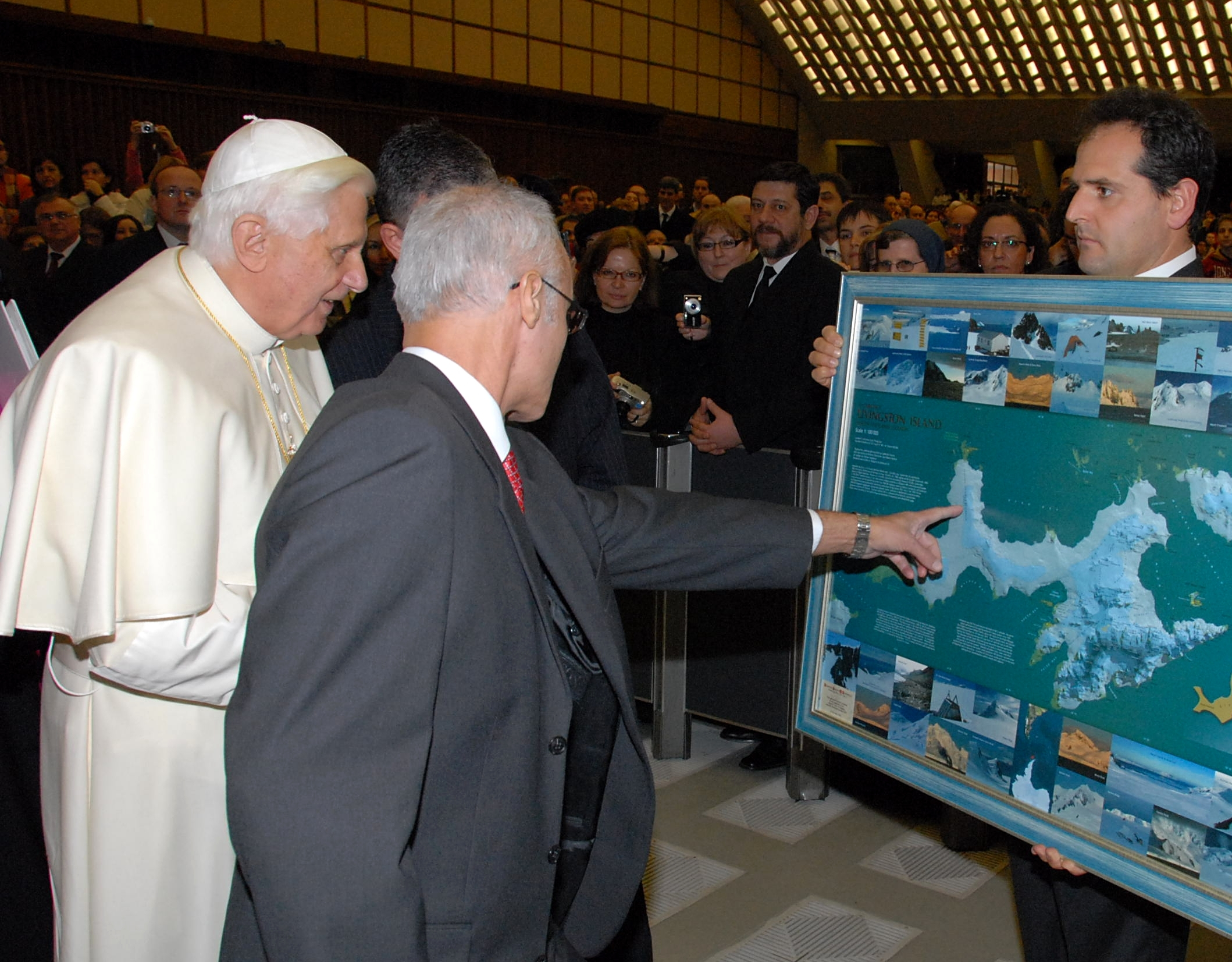
بندكت السادس عشر يطلع على المنطقة المسماة باسم سلفه في أنتارتيكا.

هناك انتقادات وجهت إليه من المحافظين الكاثوليك، مثل مطالبته بالعودة إلى القداس الذي صاغه المجمع التريندي والمطالبة بإلغاء الإصلاحات التي وضعت بعد المجمع الفاتيكاني الثاني والتي كان أبرزها استبدال اللغة اللاتينية باللغات المحلية، فضلاً عن مبدأ الحرية الدينية الذي يدافع عنه الفاتيكان منذ المجمع. كما اتهم من قبل هؤلاء بسبب سماحه لتعيين أساقفة شديدي الليبرالية في البلاد، وبالتالي تعزيز الحداثة «بصمت»، ونددت هذه الحركات وعلى رأسها رهبنة القديس بيوس العاشر بسعي البابا «تجميل البدع».

### مناطق سميت باسمه
سميت العديد من المشاريع الوطنية في العالم على اسم البابا، منها محطة قطارات تيرميني في المجر وذلك بعد التصويت بالموافقة في مجلس المدينة، وسمي مطار كاركوف الدولي ومطار باليس الدولي وكلاهما من المطارات الرئيسي في بولندا باسمه أيضًا، هناك مطار سمي باسمه أيضًا في جزر الآزور البرتغالية. أما الساحات فقد سمت تشيلي وبلغاريا الساحة التي احتفل بها البابا خلال زيارتها بالقدّاس باسمه. وفي هندوراس سميّ ملعب كرة القدم المركزي في العاصمة باسم البابا، وكذلك ملعب موجي في البرازيل. كذلك في باريس حين أطلق على أحد أحياء باريس اسم البابا، وقامت مدينة موربيهان غرب فرنسا في 10 ديسمبر 2006 بكشف النقاب عن تمثال بطول 8.75 متر يظهر البابا كانت هدية من النحات الروسي زوراب تسيريتيلي. أيضًا فإن أحياءً في بوسطن وماساشوستس وشيكاغو وإلينوي سميّت باسم البابا، إلى جانب إحدى جزر شتلاند الجنوبية على شرف البابا، وكذلك الحال في أنتاركتيكا نظرًا لمساهمته في إرساء السلام العالمي والتفاهم بين البشر.
كما افتتح في 11 أغسطس 2011، متحف على اسم البابا يحوي 5500 قطعة تتعلق بالبابا من صور وعملات وميداليات.

## مواقع خارجية
- يوحنا بولس الثاني على موقع IMDb (الإنجليزية)
- يوحنا بولس الثاني على موقع الموسوعة البريطانية (الإنجليزية)
- يوحنا بولس الثاني على موقع مونزينجر (الألمانية)
- يوحنا بولس الثاني على موقع ألو سيني (الفرنسية)
- يوحنا بولس الثاني على موقع ألو سيني (الفرنسية)
- يوحنا بولس الثاني على موقع ميوزك برينز (الإنجليزية)
- يوحنا بولس الثاني على موقع إن إن دي بي (الإنجليزية)
- يوحنا بولس الثاني على موقع ديسكوغز (الإنجليزية)
- يوحنا بولس الثاني على موقع ديسكوغز (الإنجليزية)
- يوحنا بولس الثاني على موقع ديسكوغز (الإنجليزية)
- البابا يوحنا بولس الثاني - موقع الفاتيكان الرسمي.(بالإنجليزية)
- ضريح البابا يوحنا بولس الثاني - موقع كاتدرائية القديس بطرس.(بالإنجليزية)
- متحف البابا يوحنا بولس الثاني.(بالإنجليزية)
- أسباب تطويب يوحنا بولس الثاني.(بالإنجليزية)
- حياة البابا. (بالإنجليزية)
- وصية البابا الراحل يوحنا بولس الثاني - موقع المعهد اللاهوتي لبطريركية اللاتين في القدس.

| سبقه يوحنا بولس الأول | باباوات الكنيسة الكاثوليكية 1978 - 2005 | تبعه بندكت السادس عشر |